# Sternotomis schoutedeni
Sternotomis schoutedeni là một loài bọ cánh cứng trong họ Cerambycidae.